# Amt Krempermarsch
La comunità amministrativa di Krempermarsch (Amt Krempermarsch) si trova nel circondario di Steinburg nello Schleswig-Holstein, in Germania.

## Suddivisione
Comprende 10 comuni:
1. Bahrenfleth (563)
2. Dägeling (1 016)
3. Elskop (162)
4. Grevenkop (322)
5. Krempe, città (2 374)
6. Kremperheide (2 331)
7. Krempermoor (538)
8. Neuenbrook (669)
9. Rethwisch (575)
10. Süderau (722)

Il capoluogo è Krempe.
(Tra parentesi i dati della popolazione al 31 dicembre 2021)